# Федеральный писательский проект
Федеральный писательский проект (англ. Federal Writers' Project, FWP) — американская программа государственного финансирования литературы и писателей, являвшаяся частью «Нового курса» Франклина Рузвельта; продолжалась с 1935 по 1939 год — затем, до 1943 года, проект проходил на средства Джона Д. Ньюса. Главой проекта, финансировавшегося Управлением промышленно-строительными работами общественного назначения (WPA), являлась продюсер и активист Генри Гарфилд Алсберг (Henry Alsberg). FWP входил в число пяти федеральных проектов, направленных на поддержку деятелей культуры — Federal Project Number One.